# Atlas okolja
Atlas okolja (prej NVatlas) je spletna storitev, v okviru katere Agencija Republike Slovenije za okolje omogoča dostop do prostorskih vsebin najširšemu krogu uporabnikov. Rešitev je zasnovana na uporabi spletnih geoinformacijskih (GIS) tehnologij.
Omogoča pregled zemljevida Slovenije, večkratno povečavo, pomikanje trenutnega prikaza, navedbo nadmorske višine ter kraja, h kateremu poljubna točka spada, kataster, merjenje razdalj ter površin, iskanje naslovov, zemljepisnih imen ali iskanje po koordinatah. Pri ustrezni povečavi se pojavi satelitski posnetek področja.